# (100232) 1994 PU23
(100232) 1994 PU23 es un asteroide perteneciente al cinturón de asteroides, descubierto el 12 de agosto de 1994 por Eric Walter Elst desde el Observatorio de La Silla, Chile.

## Designación y nombre
Designado provisionalmente como 1994 PU23.

## Características orbitales
1994 PU23 está situado a una distancia media del Sol de 2,558 ua, pudiendo alejarse hasta 2,835 ua y acercarse hasta 2,282 ua. Su excentricidad es 0,107 y la inclinación orbital 2,030 grados. Emplea 1495 días en completar una órbita alrededor del Sol.

## Características físicas
La magnitud absoluta de 1994 PU23 es 16,1. Tiene 4,772 km de diámetro y su albedo se estima en 0,034.